# Slobodanka Čolović
Slobodanka Čolović (Osijek, 10. siječnja 1965.), hrvatska atletičarka. Natjecala se za Jugoslaviju. Aktualna je hrvatska rekorderka na 800m na otvorenom i u dvorani te 1500m na otvorenom te je bivša rekorderka na 1500m u dvorani. Prva hrvatska atletičarka koja je 800m istrčala ispod 2 minute (1987.).
Natjecala se na Olimpijskim igrama 1988. u utrci na 800 metara. Osvojila je 4. mjesto. U istoj disciplini je na Europskom dvoranskom prvenstvu osvojila brončanu medalju.
Na Mediteranskim igrama 1983. je osvojila srebro u utrci na 800 metara i broncu u štafetnoj utrci 4 x 100 metara. Četiri godine kasnije, na MI u Latakiji osvaja zlatnu medalju u utrci na 800 metara.
Bila je članica Slavonije iz Osijeka.